# Purpurové řeky
Purpurové řeky je francouzský kriminální thriller z roku 2000, který režíroval Mathieu Kassovitz. Hlavní dvojici postav ztvárnili Jean Reno a Vincent Cassel. Film byl natočen dle stejnojmenné knižní předlohy autora Jean-Christopha Grangóho.

## Děj
Pokojným vědeckým univerzitním městečkem Guernom v údolí francouzských Alp otřese nález zavražděného muže, jehož tělo je zohaveno a zavěšeno na vysoké skále. Tato mrtvola má odřezané zápěstí a odebrané oči. Z Paříže je poslán komisař Pierre Niemans (Jean Reno), který je pověřený vyšetřování zločinu.
V nedalekém malém městečku Sarzac mladý poručík Max Kerkerian (Vincent Cassel) vyšetřuje znesvěcení hrobu malé Judith Heraultové, která zemřela při dopravní nehodě v roce 1982 ve věku 10 let.
Když Niemans objeví druhé znetvořené tělo, jedná se o podezřelého, kterého hledá poručík Kerkerian.

## Obsazení
| Jean Reno          | Pierre Niemans                     |
| Vincent Cassel     | Max Kerkerian                      |
| Nadia Farès        | Fanny Ferreirová/Judith Héraultová |
| Dominique Sanda    | sestra Andrée                      |
| Karim Belkharda    | kapitán Dahmane                    |
| Jean-Pierre Cassel | dr. Bernard Chernezé               |
| Didier Flamand     | rektor                             |
| François Levantal  | soudní lékař                       |
| Francine Bergé     | ředitelka školy                    |
| Philippe Nahon     | muž z dálniční služby              |

## Lokace natáčení
Exteriéry byly točeny v různých lokalitách v blízkosti Grenoblu v obcích Albertville, Livet-et-Gavet, Avrieux, Apprieu, Bourg d'Oisans, Vallorcine, Vinay a Virieu sur Bourbre.
Univerzita byla ve skutečnosti ONERA Modane-Avrieux ve středisku Villarodin-Bourget v Savojsku. Scény ledovců byly natočeny na ledovci Mer de Glace, který se nachází na úbočí Mont Blancu a Argentière, části obce Chamonix-Mont-Blanc v Horním Savojsku.

## Ocenění
Purpurové řeky byly nominovány na pět titulů ceny César: nejlepší režisér, nejlepší kamera, nejlepší hudba, nejlepší střih a nejlepší zvuk. Film také získal nominaci na nejlepší evropský film a dvě nominace na nejlepšího herce (Jean Reno a Vincent Cassel).
Na Mezinárodním filmový festival v San Sebastiánu na Zlatou mušli za nejlepší film.